# Светско првенство у алпском скијању 2009 — супервелеслалом за жене
Такмичење у супервелеслалому у женској конкуренцији на Светском првенству у Вал д'Изеру одржано је првог дана првенства у уторак 3. фебруара 11 h на стази „Рон-Алп“.
Пријављено је 56, учествовало је 55, а трку је завршило 38 скијашица. Једна такмичарка је дисквалификована.
Карактеристике стазе:
- Дужина стазе:1.937 м
- Старт: 2445 м
- Циљ: 1845 м
- Висинска разлика 600 м
- Температура: -5 °C старт, -1 °C циљ

| Плас.  | Име                   | Држава               | Време         | Заост. |
| ------ | --------------------- | -------------------- | ------------- | ------ |
| Злато  | Линдси Вон            | САД                  | 1:20,73       | --     |
| Сребро | Мари Маршан Арвје     | Француска            | 1:21,07       | +0,34  |
| Бронза | Андреа Фишбахер       | Аустрија             | 1:21,13       | +0,40  |
| 4      | Ана Фенингер          | Аустрија             | 1:22,01       | +1,28  |
| 5      | Тина Мазе             | Словенија            | 1:22.06       | +1.33  |
| 6      | Елизабет Гергл        | Аустрија             | 1:22,27       | +1,54  |
| 7      | Лара Гут              | Швајцарска           | 1:22,34       | +1,61  |
| 8      | Марија Риш            | Немачка              | 1:22,44       | +1,71  |
| 9      | Нађа Фанкини          | Италија              | 1:22,75       | +2,02  |
| 10     | Викторија Ребензбург  | Немачка              | 1:22,80       | +2,07  |
| 11     | Фабјен Сутер          | Швајцарска           | 1:22,90       | +2,17  |
| 12     | Јесика Линдел Викарби | Шведска              | 1:22,91       | +2,18  |
| 13     | Емили Брајдон         | Канада               | 1:22,95       | +2,22  |
| 14     | Каролина Руиз Кастиљо | Шпанија              | 1:23,37       | +2,64  |
| 15     | Шарка Захробска       | Чешка                | 1:23,53       | +2,80  |
| 16     | Марион Ролан          | Француска            | 1:23,86       | +3,13  |
| 17     | Брит Џаник            | Канада               | 1:24,58       | +3,85  |
| 18     | Едит Миклош           | Румунија             | 1:24,69       | +3,96  |
| 19     | Ингрид Жакмо          | Француска            | 1:24,70       | +3,97  |
| 20     | Чеми Олкот            | Уједињено Краљевство | 1:25,19       | +4,46  |
| 21     | Венди Сјорпес         | Италија              | 1:25,35       | +4,62  |
| 22     | Стејси Кук            | САД                  | 1:25.38       | +4.65  |
| 23     | Кели Вандербик        | Канада               | 1:25,83       | +5,10  |
| 24     | Орели Ревије          | Француска            | 1:26,28       | +5,55  |
| 25     | Клара Крижова         | Чешка                | 1:26,48       | +5,75  |
| 26     | Јелена Лоловић        | Србија               | 1:27,33       | +6,60  |
| 27     | Вања Бродник          | Словенија            | 1:27,39       | +6,66  |
| 28     | Марија Киркова        | Бугарска             | 1:29,37       | +8,64  |
| 29     | Миреја Гутијерез      | Андора               | 1:29,70       | +8,97  |
| 30     | Лизвета Кузменка      | Белорусија           | 1:29,92       | +9,19  |
| 31     | Марија Шканова        | Белорусија           | 1:32,58       | +11.85 |
| 32     | Анастасија Скрјабина  | Украјина             | 1:33,10       | +12,37 |
| 33     | Богдана Мацоцка       | Украјина             | 1:34,15       | +13,42 |
| 34     | Ана Береч             | Мађарска             | 1:34.58       | +13.85 |
| 35     | Стефани Хофрој        | Чиле                 | 1:35,20       | +14,47 |
| 36     | Тамара Гизем          | Украјина             | 1:35,31       | +14,58 |
| 37     | Ноел Барахона         | Чиле                 | 1:36,30       | +15,57 |
| 38     | Флоренсија Мариновић  | Чиле                 | 1:36,41       | +15,68 |
| –      | Челси Маршал          | САД                  | није старт.   | –      |
| –      | Ђина Штехерт          | Немачка              | није завршила | –      |
| –      | Данијела Меригети     | Италија              | није завршила | –      |
| –      | Џулија Манкусо        | САД                  | није завршила | –      |
| –      | Ренате Гечл           | Аустрија             | није завршила | –      |
| –      | Френци Ауфденблатен   | Швајцарска           | није завршила | –      |
| –      | Андреа Детлинг        | Швајцарска           | није завршила | –      |
| –      | Анја Персон           | Шведска              | није завршила | –      |
| –      | Лучија Рекија         | Италија              | није завршила | –      |
| –      | Маруша Ферк           | Словенија            | мије завршила | –      |
| –      | Матеја Робник         | Словенија            | мије завршила | –      |
| –      | Александра Колети     | Монако               | није звршила  | –      |
| –      | Лариса Јуркју         | Канада               | није завршила | –      |
| –      | Лејре Морланд         | Шпанија              | није завршила | –      |
| –      | Фрида Хансдотер       | Шведска              | није завршила | –      |
| –      | Изабел ван Биндер     | Белгија              | није звршила  | –      |
| –      | Људмила Федотова      | Казахстан            | није завршила | –      |
| –      | Луција Хрсткова       | Чешка                | дискв.        | –      |